# Microsoft Certified Master
Microsoft Certified Master (MCM) – certyfikat Microsoftu służący potwierdzeniu eksperckich umiejętności w zakresie projektowania i wdrażania rozwiązań Microsoftu o największych wymaganiach biznesowych.
Tytuł MCA należy do nowej generacji certyfikatów Microsoft.
Aktualnie istnieje możliwość zdobycia tytułów MCM w ramach następujących specjalizacji:
- Microsoft Exchange Server 2010
- Microsoft Lync Server 2010
- Microsoft Office SharePoint Server 2010
- Microsoft SQL Server 2008
- Windows Server 2008 R2 Directory

Certyfikat MCM jest wymagany do podjęcia certyfikatu Microsoft Certified Architect.